# Mondscheinspitze
Mondscheinspitze är ett berg i Österrike.   Det ligger i distriktet Schwaz och förbundslandet Tyrolen, i den västra delen av landet, 400 km väster om huvudstaden Wien. Toppen på Mondscheinspitze är 2 106 meter över havet, eller 473 meter över den omgivande terrängen. Bredden vid basen är 5,0 km.
Terrängen runt Mondscheinspitze är bergig söderut, men norrut är den kuperad. Närmaste större samhälle är Jenbach, 14,5 km sydost om Mondscheinspitze. 
I omgivningarna runt Mondscheinspitze växer i huvudsak blandskog. Runt Mondscheinspitze är det ganska glesbefolkat, med 42 invånare per kvadratkilometer.